# Démétrius II de Géorgie
Démétrius II de Géorgie (en géorgien : დემეტრე II თავდადებული, Demetre II Tavdadebuli « le Dévoué » ; 1259-12 mars 1289) est un roi de Géorgie ayant régné de 1270 à 1289.

## Biographie
Démétrius II est le fils du roi David VII de Géorgie et de son épouse Gvantsa, fille du prince Kakhaber Kakhaberidzé ; Démétrius est âgé de seulement 4 ans lorsque sa mère est tuée sur ordre du Khan mongol en 1263.
Il succède à son père en 1270 à l’âge de 11 ans et règne d’abord jusqu’en 1273 sous la régence de son beau-frère Sadun III Mankaberdeli (mort en 1283), atabeg et amirspasalar (« commandant en chef »), désigné par les Mongols. C'est pour cette raison qu'à sa mort, Démétrius II refuse le poste d'atabeg à son fils Kouthlou-Bouga et s'en fait un ennemi juré. 
Bien qu’il porte le titre de roi des « Géorgiens et des Abkhazes », Démétrius II ne règne en fait que sur la partie orientale de son royaume. La Géorgie occidentale est entre les mains des descendants de David VI Narin qui se sont proclamés rois d'Iméréthie, et la province du Samtskhé, gouvernée par le prince indépendant Békha Ier Jakeli, est directement soumise aux Mongols.
Démétrius participe également aux campagnes des Mongols au Proche-Orient contre les Mamelouks d’Égypte et se distingue particulièrement avec Bekha Ier Jakeli à la tête d’une armée géorgienne de 15 000 hommes sous les ordres de Mangou Temur, frère d’Abaqa, lors de la seconde bataille de Homs en 1281. Malgré la défaite des troupes mongoles, les Géorgiens rapportent d’importantes dépouilles.
Démétrius se comporte comme un sujet loyal de l'Ilkhan ; il est un partisan d’Ahmad Teküder (1282-1284), Mongol converti à l’islam, puis d’Arghun (1284-1291), porté au trône en réaction par les chefs traditionnels mongols bouddhistes ou nestoriens. Il développe des relations amicales avec la noblesse mongole. Bien qu’il soit déjà marié à une princesse grecque de Trébizonde, il prend comme seconde épouse la princesse mongole Sorgala. 

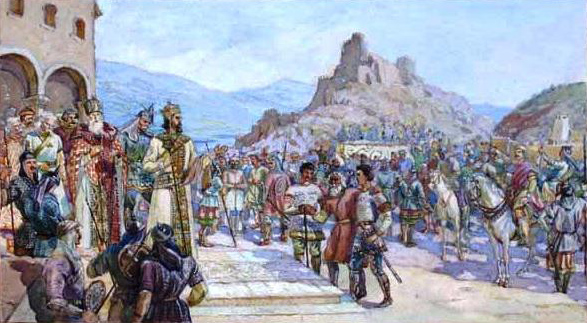
Les adieux de Démétrius II.

En 1288, sur ordre d’Arghun Khan, il soumet la province rebelle de Derbent sur les bords de la mer Caspienne. La même année, le Khan Arghun découvre un complot organisé par le puissant ministre Bugha, dont un fils a épousé une fille de Démétrius II. Bugha et sa famille sont exécutés et le roi de Géorgie soupçonné de complicité, convoqué à l'Ourdo tenu dans la capitale mongole pour se justifier, sous menace d’une invasion immédiate de la Géorgie.
Malgré l’avis du Catholicos et de ses conseillers, Démétrius II, qui veut éviter à son pays les horreurs d’une nouvelle invasion des Mongols, refuse de se réfugier dans la montagne et décide d’accepter l’ultimatum. Il se rend à la résidence d’Arghun où Kouthlou-Bouga, le fils de l'ancien régent, tisse des intrigues contre lui. Démétrius se présente devant l'Ordou et est immédiatement emprisonné. Il est décapité à Movakan le 12 mars 1289. Son corps, ramené en Géorgie, est inhumé à Mtskheta. Il est ensuite canonisé par l’Église orthodoxe géorgienne qui le considère comme un martyr, Demetre Tavdadebuli (« le dévoué »).

## Mariage et descendance
Démétrius II a simultanément trois épouses :
- en 1277, Ne, une princesse de l’empire de Trébizonde, fille de l’empereur Manuel Ier, dont sont issus :
  - David VIII de Géorgie ;
  - Vakhtang III de Géorgie ;
  - Mamia, mort en 1314 ;
  - Rousoudan, mariée à un fils du ministre mongol Bugha ;
- Sorgala, princesse mongole, dont sont issus :
  - Bahadour ;
  - Iodigar ;
  - Jidga Khatoun, épouse de l’empereur Alexis II de Trébizonde ;
- en 1280, Natalia, fille de Béka Ier Jakeli atabeg de Samtskhé, dont est issu :
  - Georges V de Géorgie.

## Sources
- Cyrille Toumanoff, Les dynasties de la Caucasie chrétienne de l'Antiquité jusqu'au XIXe siècle : Tables généalogiques et chronologiques, Rome, 1990, p. 137-138.
- Alexandre Manvélichvili, Histoire de la Géorgie, Nouvelles Éditions de la Toison d'Or, Paris, 1951, p. 235-237.
- Nodar Assatiani et Alexandre Bendianachvili, Histoire de la Géorgie, Paris, l'Harmattan, 1997, 335 p. [détail des éditions] (ISBN 2-7384-6186-7, présentation en ligne), p. 165-166.
- Marie-Félicité Brosset, Histoire de la Géorgie depuis l’Antiquité jusqu’au XIXe siècle, v. 1-7, Saint-Pétersbourg, 1848-58 (lire ce livre avec Google Books : , ), p. 586-607.